# Campeonato Colombiano de Futebol de 2025 – Primeira Divisão
A Primeira Divisão do Campeonato Colombiano de Futebol de 2025, oficialmente conhecida como Liga BetPlay DIMAYOR 2025 por conta do patrocínio, é a 78ª temporada da Categoría Primera A, a principal divisão do futebol colombiano (100ª (Torneo Apertura) e a 101ª edição (Torneo Finalización) como primeira divisão). A liga conta com a participação de 20 times e é organizada pela División Mayor del Fútbol Colombiano (DIMAYOR), entidade esportiva responsável em âmbito nacional pelo futebol colombiano profissional e ligada à Federação Colombiana de Futebol (FCF), entidade máxima do futebol na Colômbia. A temporada começou em 24 de janeiro e será concluída em dezembro de 2025. O certame é dividido em dois torneios próprios e independentes, o Torneo Apertura no primeiro semestre do ano e o Torneo Finalización no segundo semestre, e por conta disso, coroará dois campeões.

## Regulamento

### Sistema de disputa
A Liga BetPlay de 2025 foi dividida em dois torneios oficiais: cada um desses torneios terá três fases: primeira fase, semifinal e final. Na primeira fase, em ambos os torneios, os times se enfrentam em turno único no sistema de pontos corridos (todos contra todos), num total de 19 rodadas, além do retorno da rodada dos clássicos, totalizando 20 rodadas. Os oito melhores avançam para a fase quadrangular, em caso de igualdade na pontuação, são critérios de desempate:
1. melhor saldo de gols,
2. mais gols pró,
3. mais gols pró como visitante,
4. menos gols sofridos como visitante,
5. sorteio.

Na semifinal os oito times serão sorteados em 2 grupos com quatro times, os jogos acontecerão no sistema ida-volta, totalizando 6 rodadas. Ao final, os líderes de cada grupo jogarão a final do torneio, em caso de igualdade na pontuação, são critérios de desempate:
1. melhor posição na fase regular (só se aplica aos primeiros classificados: 1º e 2º lugar (cabeças de chave)),[2]
2. melhor saldo de gols,
3. mais gols pró,
4. mais gols pró como visitante,
5. menos gols sofridos como visitante,
6. melhor posição na fase regular (para os times que se classificaram entre a 3ª e a 8ª posição).

A final será realizada em duas partidas, em caso de igualdade na pontuação, são critérios de desempate:
1. melhor saldo de gols;
2. disputa de pênaltis.

Sobre o rebaixamento: dois times serão rebaixados para o Torneo BetPlay ao final da temporada.

### Vagas em outras competições
Ao final da temporada, os campeões do Torneo Apertura e Torneo Finalización, e os dois times mais bem posicionados (com exceção dos dois campeões) da classificação geral se classificam à Taça Libertadores de 2026, os três clubes subsequentes (com exceção dos já classificados à Taça Libertadores) e o vencedor da Copa da Colômbia se classificam à Copa Sul-Americana de 2026.

## Participantes

### Promovidos e rebaixados da temporada anterior
20 times participarão da temporada, 18 deles que permaneceram da temporada anterior e mais dois times promovidos do Torneo BetPlay (segunda divisão) de 2024. Os times promovidos são o Unión Magdalena e o Llaneros, time que faz sua estreia na primeira divisão.
| Clube           | Promovido como                                                         |
| --------------- | ---------------------------------------------------------------------- |
| Unión Magdalena | Campeão da Primera B de 2024                                           |
| Llaneros        | Vice-campeão e primeiro lugar da Tabela Acumulada da Primera B de 2024 |

| Clube     | Rebaixado como                       |
| --------- | ------------------------------------ |
| Jaguares  | 19º no promédio da Primera A de 2024 |
| Patriotas | 20º no promédio da Primera A de 2024 |

### Informações dos clubes
| Equipe                 | Cidade        | Departamento    | Estádio (mando)                | Título (último)        |
| ---------------------- | ------------- | --------------- | ------------------------------ | ---------------------- |
| Águilas Doradas        | Rionegro      | Antioquia       | Alberto Grisales               | 0 (nenhum)             |
| Alianza                | Valledupar    | Cesar           | Armando Maestre Pavajeau       | 0 (nenhum)             |
| América de Cali        | Cali          | Valle del Cauca | Pascual Guerrero               | 15 (último em 2020)    |
| Atlético Bucaramanga   | Bucaramanga   | Santander       | Américo Montanini              | 1 (último em 2024-I)   |
| Atlético Nacional      | Medellín      | Antioquia       | Atanasio Girardot              | 18 (último em 2024–II) |
| Boyacá Chicó           | Tunja         | Boyacá          | La Independencia               | 1 (último em 2008-I)   |
| Deportes Tolima        | Ibagué        | Tolima          | Manuel Murillo Toro            | 3 (último em 2021–I)   |
| Deportivo Cali         | Cali          | Valle del Cauca | Deportivo Cali                 | 10 (último em 2021–II) |
| Deportivo Pasto        | Pasto         | Nariño          | Departamental Libertad         | 1 (último em 2006–I)   |
| Deportivo Pereira      | Pereira       | Risaralda       | Hernán Ramírez Villegas        | 1 (último em 2022-II)  |
| Envigado               | Envigado      | Antioquia       | Polideportivo Sur              | 0 (nenhum)             |
| Fortaleza CEIF         | Bogotá        | Cundinamarca    | Metropolitano de Techo         | 0 (nenhum)             |
| Independiente Medellín | Medellín      | Antioquia       | Atanasio Girardot              | 6 (último em 2016–I)   |
| Junior de Barranquilla | Barranquilla  | Atlántico       | Metropolitano Roberto Meléndez | 10 (último em 2023–II) |
| La Equidad             | Bogotá        | Cundinamarca    | Metropolitano de Techo         | 0 (nenhum)             |
| Llaneros               | Villavicencio | Meta            | Bello Horizonte - Rey Pelé     | 0 (nenhum)             |
| Millonarios            | Bogotá        | Cundinamarca    | Nemesio Camacho El Campín      | 16 (último em 2023–I)  |
| Once Caldas            | Manizales     | Caldas          | Palogrande                     | 4 (último em 2010–II)  |
| Santa Fe               | Bogotá        | Cundinamarca    | Nemesio Camacho El Campín      | 9 (último em 2016–II)  |
| Unión Magdalena        | Santa Marta   | Magdalena       | Sierra Nevada                  | 1 (último em 1968)     |

### Número de times por departamento
| N° de times | Departamento    | Time(s)                                                               |
| ----------- | --------------- | --------------------------------------------------------------------- |
| 4           | Antioquia       | Águilas Doradas, Atlético Nacional, Envigado e Independiente Medellín |
| 4           | Bogotá          | Fortaleza CEIF, La Equidad, Millonarios e Santa Fe                    |
| 2           | Valle del Cauca | América de Cali e Deportivo Cali                                      |
| 1           | Atlántico       | Junior de Barranquilla                                                |
| 1           | Boyacá          | Boyacá Chicó                                                          |
| 1           | Caldas          | Once Caldas                                                           |
| 1           | Cesar           | Alianza                                                               |
| 1           | Magdalena       | Unión Magdalena                                                       |
| 1           | Meta            | Llaneros                                                              |
| 1           | Nariño          | Deportivo Pasto                                                       |
| 1           | Risaralda       | Deportivo Pereira                                                     |
| 1           | Santander       | Atlético Bucaramanga                                                  |
| 1           | Tolima          | Deportes Tolima                                                       |

## Torneo Apertura

### Classificação da Primeira fase
| Pos | Equipe                 | Pts | J  | V  | E | D  | GP | GC | SG  | Classificação                                 |
| --- | ---------------------- | --- | -- | -- | - | -- | -- | -- | --- | --------------------------------------------- |
| 1   | América de Cali        | 39  | 20 | 11 | 6 | 3  | 29 | 12 | +17 | Avançam para as semifinais do Torneo Apertura |
| 2   | Millonarios            | 38  | 20 | 11 | 5 | 4  | 30 | 17 | +13 | Avançam para as semifinais do Torneo Apertura |
| 3   | Junior de Barranquilla | 37  | 20 | 10 | 7 | 3  | 26 | 16 | +10 | Avançam para as semifinais do Torneo Apertura |
| 4   | Deportes Tolima        | 36  | 20 | 10 | 6 | 4  | 30 | 19 | +11 | Avançam para as semifinais do Torneo Apertura |
| 5   | Atlético Nacional      | 35  | 20 | 10 | 5 | 5  | 37 | 21 | +16 | Avançam para as semifinais do Torneo Apertura |
| 6   | Santa Fe               | 33  | 20 | 9  | 6 | 5  | 28 | 23 | +5  | Avançam para as semifinais do Torneo Apertura |
| 7   | Once Caldas            | 33  | 20 | 10 | 3 | 7  | 26 | 22 | +4  | Avançam para as semifinais do Torneo Apertura |
| 8   | Independiente Medellín | 32  | 20 | 8  | 8 | 4  | 19 | 11 | +8  | Avançam para as semifinais do Torneo Apertura |
| 9   | Atlético Bucaramanga   | 29  | 20 | 8  | 5 | 7  | 24 | 20 | +4  |                                               |
| 10  | Alianza                | 29  | 20 | 8  | 5 | 7  | 23 | 21 | +2  |                                               |
| 11  | Deportivo Pasto        | 29  | 20 | 8  | 5 | 7  | 20 | 20 | 0   |                                               |
| 12  | Deportivo Pereira      | 28  | 20 | 7  | 7 | 6  | 22 | 21 | +1  |                                               |
| 13  | Deportivo Cali         | 24  | 20 | 5  | 9 | 6  | 14 | 17 | −3  |                                               |
| 14  | Águilas Doradas        | 21  | 20 | 4  | 9 | 7  | 17 | 19 | −2  |                                               |
| 15  | Llaneros               | 20  | 20 | 6  | 2 | 12 | 20 | 28 | −8  |                                               |
| 16  | Fortaleza CEIF         | 20  | 20 | 5  | 5 | 10 | 15 | 25 | −10 |                                               |
| 17  | Boyacá Chicó           | 20  | 18 | 4  | 8 | 6  | 14 | 31 | −17 |                                               |
| 18  | Envigado               | 18  | 20 | 5  | 3 | 12 | 16 | 29 | −13 |                                               |
| 19  | Unión Magdalena        | 11  | 20 | 1  | 8 | 11 | 14 | 30 | −16 |                                               |
| 20  | La Equidad             | 10  | 20 | 2  | 4 | 14 | 13 | 35 | −22 |                                               |

#### Desempenho por rodada
Clubes que lideraram o campeonato ao final de cada rodada:
|          | 1ª  | 2ª  | 3ª  | 4ª  | 5ª  | 6ª  | 7ª  | 8ª  | 9ª  | 10ª | 11ª | 12ª | 13ª | 14ª | 15ª | 16ª | 17ª | 18ª | 19ª | 20ª |
| Apertura | ATN | AME | ATN | ATN | DIM | DIM | DIM | DIM | DIM | ATN | AME | MIL | MIL | ATN | JUN | ATN | AME | ATN | AME | AME |

Clubes que ficaram na última posição do campeonato ao final de cada rodada:
|          | 1ª  | 2ª  | 3ª  | 4ª  | 5ª  | 6ª  | 7ª  | 8ª  | 9ª  | 10ª | 11ª | 12ª | 13ª | 14ª | 15ª | 16ª | 17ª | 18ª | 19ª | 20ª |
| Apertura | ONC | BUC | BUC | BUC | BUC | BUC | EQU | EQU | EQU | EQU | EQU | EQU | UNI | EQU | UNI | UNI | UNI | UNI | UNI | EQU |

#### Resultados
| Mandante \ Visitante   | AGU | ALI | AME | BUC | NAC | BOY | TOL | CAL | PAS | PER | ENV | FOR | DIM | JUN | EQU | LLA | MIL | ONC        | SFE | MAG |
| ---------------------- | --- | --- | --- | --- | --- | --- | --- | --- | --- | --- | --- | --- | --- | --- | --- | --- | --- | ---------- | --- | --- |
| Águilas Doradas        | —   | –   | 0–1 | 0–1 | 2–1 | –   | –   | —   | –   | 3–3 | 1–0 | –   | —   | —   | 1–1 | 1–2 | —   | 0–1        | 0–0 | 1–1 |
| Alianza                | 0–0 | —   | —   | 1–2 | 3–2 | —   | –   | 2–0 | 1–0 | –   | 1–2 | 0–0 | 1–1 | –   | –   | –   | —   | —          | 6–1 | 1–0 |
| América de Cali        | –   | 3–0 | —   | –   | –   | 3–0 | —   | 2–0 | 1–1 | 2–0 | –   | 1–0 | 2–0 | –   | –   | 4–3 | 0–0 | –          | 2–0 | —   |
| Atlético Bucaramanga   | –   | 0–0 | 0–4 | —   | 2–0 | –   | –   | –   | 2–1 | 0–1 | 1–0 | 4–0 | 2–0 | 1–1 | –   | —   | 0–2 | –          | —   | –   |
| Atlético Nacional      | –   | –   | 1–0 | –   | —   | 4–1 | 4–3 | –   | 3–0 | 3–0 | —   | –   | 1–1 | 2–3 | —   | 2–1 | –   | 4–0        | —   | 1–0 |
| Boyacá Chicó           | 1–1 | 2–1 | –   | 1–0 | –   | —   | 1–4 | —   | 0–0 | –   | 1–0 | 0–2 | –   | 0–2 | –   | 2–2 | –   | 0–0        | –   | –   |
| Deportes Tolima        | 1–2 | 3–1 | 0–0 | 2–1 | –   | —   | —   | –   | 2–0 | –   | —   | –   | –   | 0–0 | 2–1 | 1–0 | –   | 2–0        | —   | 3–1 |
| Deportivo Cali         | 0–0 | —   | 1–1 | 0–0 | 1–0 | 0–0 | 1–1 | —   | —   | –   | 1–0 | –   | —   | –   | 3–1 | —   | 3–1 | –          | 0–2 | –   |
| Deportivo Pasto        | 1–0 | —   | –   | –   | –   | 3–0 | –   | 1–1 | —   | –   | –   | 1–0 | —   | 3–3 | 2–1 | 1–0 | 0–1 | 2–1        | –   | 2–1 |
| Deportivo Pereira      | –   | 0–0 | –   | –   | –   | 1–1 | 0–0 | 2–0 | 1–0 | —   | 2–0 | 2–0 | –   | 1–0 | 3–0 | –   | –   | 1–1        | –   | —   |
| Envigado               | 0–2 | –   | 1–1 | —   | 0–0 | –   | 3–1 | —   | 0–1 | –   | —   | –   | 0–1 | —   | –   | 1–2 | –   | 1–2        | 1–7 | 2–1 |
| Fortaleza CEIF         | 2–1 | –   | –   | –   | 1–5 | –   | 1–1 | 1–0 | –   | —   | 0–0 | —   | 0–0 | –   | 4–0 | 1–0 | 0–2 | –          | —   | 1–0 |
| Independiente Medellín | 0–0 | —   | –   | –   | 1–1 | 3–0 | 0–1 | 0–0 | 1–0 | 2–0 | —   | –   | —   | —   | —   | 3–0 | —   | 2–0        | –   | 1–1 |
| Junior de Barranquilla | 2–2 | 2–0 | 0–0 | –   | –   | –   | –   | 0–0 | –   | –   | 1–2 | 2–1 | 1–0 | —   | –   | –   | 2–1 | 2–0        | –   | 2–1 |
| La Equidad             | —   | 0–2 | 2–0 | 1–4 | 0–1 | 0–1 | –   | –   | —   | –   | 2–3 | 1–1 | 0–0 | 0–1 | —   | –   | —   | –          | 2–1 | —   |
| Llaneros               | –   | 0–1 | —   | 2–1 | –   | –   | 1–3 | 0–1 | –   | 2–1 | –   | –   | –   | 0–1 | 1–0 | —   | 2–2 | —          | 0–1 | 2–0 |
| Millonarios            | 1–0 | 2–0 | –   | —   | 0–0 | 4–2 | 2–0 | –   | –   | 0–0 | 1–0 | —   | 0–1 | –   | 2–1 | —   | —   | –          | 2–0 | –   |
| Once Caldas            | –   | 1–2 | 3–0 | 2–1 | —   | –   | –   | 1–0 | –   | 3–1 | –   | 2–1 | —   | –   | 3–0 | 1–0 | 2–2 | —          | 0–1 | —   |
| Santa Fe               | —   | —   | –   | 1–1 | 2–2 | 0–0 | 0–0 | –   | 1–1 | 2–1 | –   | 2–0 | 1–2 | 2–1 | —   | –   | 3–2 | —          | —   | —   |
| Unión Magdalena        | –   | —   | 0–2 | 1–1 | –   | 1–1 | —   | 2–2 | –   | 2–2 | –   | –   | –   | 0–0 | 0–0 | —   | 1–3 | 0–3 </ref> | 0–1 | —   |

### SemifinaisApertura

#### Sorteio
O sorteio dos quadrangulares semifinais foi realizado em 25 de maio, após o término da 20ª rodada.
| Pote 1 (cabeças de chave)                           | Pote 2 |
| --------------------------------------------------- | --- |
| - América de Cali (Grupo A) - Millonarios (Grupo B) | - Junior de Barranquilla - Deportes Tolima - Atlético Nacional - Santa Fe - Once Caldas - Independiente Medellín |

#### Grupo A
| Pos | Equipe                 | Pts | J | V | E | D | GP | GC | SG | Classificado |     | DIM | AME | TOL | JUN |
| --- | ---------------------- | --- | - | - | - | - | -- | -- | -- | ------------ | --- | --- | --- | --- | --- |
| 1   | Independiente Medellín | 14  | 6 | 4 | 2 | 0 | 9  | 4  | +5 | Final        |     | —   | 1–1 | 2–1 | 1–0 |
| 2   | América de Cali        | 9   | 6 | 2 | 3 | 1 | 7  | 7  | 0  |              |     | 1–1 | —   | 1–3 | 2–1 |
| 3   | Deportes Tolima        | 8   | 6 | 2 | 2 | 2 | 9  | 8  | +1 |              | 1–3 | 1–1 | —   | 2–0 |     |
| 4   | Junior de Barranquilla | 1   | 6 | 0 | 1 | 5 | 2  | 8  | −6 |              | 0–1 | 0–1 | 1–1 | —   |     |

1. ↑  Os cabeças de chave têm vantagem desportiva sobre os seus rivais de grupo em caso de empate em pontos.[2]

##### Desempenho por rodada
Clubes que lideraram o campeonato ao final de cada rodada:
|         | 1ª  | 2ª  | 3ª  | 4ª  | 5ª  | 6ª  |
| Grupo A | AME | AME | DIM | DIM | DIM | DIM |

#### Grupo B
| Pos | Equipe            | Pts | J | V | E | D | GP | GC | SG | Classificado |     | SFE | MIL | NAC | ONC |
| --- | ----------------- | --- | - | - | - | - | -- | -- | -- | ------------ | --- | --- | --- | --- | --- |
| 1   | Santa Fe          | 12  | 6 | 4 | 0 | 2 | 8  | 6  | +2 | Final        |     | —   | 0–1 | 1–2 | 1–0 |
| 2   | Millonarios       | 9   | 6 | 2 | 3 | 1 | 5  | 4  | +1 |              |     | 1–2 | —   | 0–0 | 2–2 |
| 3   | Atlético Nacional | 8   | 6 | 2 | 2 | 2 | 5  | 5  | 0  |              | 1–2 | 0–1 | —   | 0–0 |     |
| 4   | Once Caldas       | 3   | 6 | 0 | 3 | 3 | 4  | 7  | −3 |              | 1–2 | 0–0 | 1–2 | —   |     |

1. ↑  Os cabeças de chave têm vantagem desportiva sobre os seus rivais de grupo em caso de empate em pontos.[2]

##### Desempenho por rodada
Clubes que lideraram o campeonato ao final de cada rodada:
|         | 1ª  | 2ª  | 3ª  | 4ª  | 5ª  | 6ª  |
| Grupo B | MIL | MIL | SFE | MIL | MIL | SFE |

### FinalApertura
| 24 de junho   | Santa Fe | 0 – 0     | Independiente Medellín | Estádio El Campín, Bogotá |
| 19:30 (UTC−5) |          | Relatório |                        | Árbitro: Diego Ulloa      |

| 29 de junho   | Independiente Medellín | 1 – 2     | Santa Fe                           | Estádio Atanasio Girardot, Medellín |
| 18:00 (UTC−5) | F. Fydriszewski 18'    | Relatório | S. Mosquera 31' · H. Rodallega 79' | Árbitro: Bismarks Santiago          |

O Independiente Santa Fe venceu no agregado por 2-1.

## Torneo Finalización

### Classificação da Primeira fase
| Pos | Equipe                 | Pts | J | V | E | D | GP | GC | SG | Classificação                                     |
| --- | ---------------------- | --- | - | - | - | - | -- | -- | -- | ------------------------------------------------- |
| 1   | Junior de Barranquilla | 17  | 7 | 5 | 2 | 0 | 16 | 7  | +9 | Avançam para as semifinais do Torneo Finalización |
| 2   | Deportes Tolima        | 13  | 7 | 4 | 1 | 2 | 8  | 5  | +3 | Avançam para as semifinais do Torneo Finalización |
| 3   | Independiente Medellín | 13  | 7 | 4 | 1 | 2 | 10 | 8  | +2 | Avançam para as semifinais do Torneo Finalización |
| 4   | Atlético Nacional      | 12  | 7 | 3 | 3 | 1 | 13 | 7  | +6 | Avançam para as semifinais do Torneo Finalización |
| 5   | Santa Fe               | 12  | 7 | 3 | 3 | 1 | 8  | 6  | +2 | Avançam para as semifinais do Torneo Finalización |
| 6   | Llaneros               | 11  | 7 | 3 | 2 | 2 | 7  | 4  | +3 | Avançam para as semifinais do Torneo Finalización |
| 7   | Fortaleza CEIF         | 11  | 7 | 2 | 5 | 0 | 10 | 8  | +2 | Avançam para as semifinais do Torneo Finalización |
| 8   | Deportivo Pereira      | 11  | 7 | 3 | 2 | 2 | 8  | 7  | +1 | Avançam para as semifinais do Torneo Finalización |
| 9   | Envigado               | 9   | 7 | 2 | 3 | 2 | 7  | 7  | 0  |                                                   |
| 10  | La Equidad             | 9   | 7 | 2 | 3 | 2 | 5  | 6  | −1 |                                                   |
| 11  | Deportivo Cali         | 9   | 7 | 2 | 3 | 2 | 10 | 12 | −2 |                                                   |
| 12  | Atlético Bucaramanga   | 7   | 5 | 2 | 1 | 2 | 9  | 8  | +1 |                                                   |
| 13  | Águilas Doradas        | 7   | 7 | 1 | 4 | 2 | 8  | 8  | 0  |                                                   |
| 14  | Boyacá Chicó           | 6   | 7 | 1 | 3 | 3 | 6  | 9  | −3 |                                                   |
| 15  | Alianza                | 6   | 7 | 1 | 3 | 3 | 5  | 10 | −5 |                                                   |
| 16  | Deportivo Pasto        | 5   | 5 | 1 | 2 | 2 | 7  | 8  | −1 |                                                   |
| 17  | Unión Magdalena        | 5   | 6 | 1 | 2 | 3 | 4  | 10 | −6 |                                                   |
| 18  | América de Cali        | 4   | 5 | 1 | 1 | 3 | 4  | 6  | −2 |                                                   |
| 19  | Once Caldas            | 3   | 6 | 0 | 3 | 3 | 6  | 10 | −4 |                                                   |
| 20  | Millonarios            | 1   | 5 | 0 | 1 | 4 | 4  | 9  | −5 |                                                   |

#### Desempenho por rodada
Clubes que lideraram o campeonato ao final de cada rodada:
|              | 1ª  | 2ª  | 3ª  | 4ª  | 5ª  | 6ª  | 7ª  | 8ª  | 9ª | 10ª | 11ª | 12ª | 13ª | 14ª | 15ª | 16ª | 17ª | 18ª | 19ª | 20ª |
| Finalización | ATN | ATN | JUN | JUN | JUN | JUN | JUN | JUN |    |     |     |     |     |     |     |     |     |     |     |     |

Clubes que ficaram na última posição do campeonato ao final de cada rodada:
|              | 1ª  | 2ª  | 3ª  | 4ª  | 5ª  | 6ª  | 7ª  | 8ª | 9ª | 10ª | 11ª | 12ª | 13ª | 14ª | 15ª | 16ª | 17ª | 18ª | 19ª | 20ª |
| Finalización | CAL | ONC | ONC | MIL | MIL | MIL | MIL |    |    |     |     |     |     |     |     |     |     |     |     |     |

#### Resultados
| Mandante \ Visitante   | AGU | ALI | AME | BUC | NAC | BOY | TOL | CAL | PAS | PER | ENV | FOR | DIM | JUN | EQU | LLA | MIL | ONC | SFE | MAG |
| ---------------------- | --- | --- | --- | --- | --- | --- | --- | --- | --- | --- | --- | --- | --- | --- | --- | --- | --- | --- | --- | --- |
| Águilas Doradas        | —   | —   | –   | –   | –   | 2–0 | —   | —   | —   | –   | –   | 2–2 | —   | 2–3 | –   | –   | —   | –   | –   | –   |
| Alianza                | —   | —   | –   | 1–3 | —   | –   | 0–1 | —   | —   | 1–0 | —   | —   | —   | –   | –   | –   | –   | 0–0 | —   | —   |
| América de Cali        | 2–1 | —   | —   | –   | –   | —   | 0–1 | –   | —   | —   | –   | —   | —   | –   | –   | —   | —   | –   | —   | –   |
| Atlético Bucaramanga   | –   | –   | —   | —   | —   | 1–1 | –   | 2–3 | —   | —   | —   | —   | —   | —   | –   | –   | —   | –   | 2–1 | –   |
| Atlético Nacional      | –   | 3–0 | —   | –   | —   | —   | —   | –   | —   | —   | –   | 2–2 | –   | —   | 3–1 | —   | –   | —   | 1–1 | —   |
| Boyacá Chicó           | —   | —   | –   | —   | –   | —   | —   | –   | 2–2 | –   | —   | —   | 2–0 | —   | 0–0 | —   | –   | —   | –   | –   |
| Deportes Tolima        | —   | —   | —   | —   | 0–0 | –   | —   | –   | —   | 1–0 | –   | –   | –   | —   | —   | –   | 3–1 | —   | 0–1 | —   |
| Deportivo Cali         | —   | –   | –   | —   | —   | —   | —   | —   | –   | –   | —   | 1–1 | –   | 0–2 | —   | 0–3 | —   | –   | —   | 3–1 |
| Deportivo Pasto        | —   | –   | –   | –   | –   | –   | 3–2 | —   | —   | –   | 0–1 | —   | 1–2 | —   | —   | —   | —   | —   | –   | —   |
| Deportivo Pereira      | –   | —   | 2–1 | –   | 2–1 | —   | —   | —   | —   | —   | —   | —   | –   | —   | —   | –   | –   | 2–1 | 2–2 | –   |
| Envigado               | –   | –   | —   | –   | —   | –   | —   | 0–0 | —   | –   | —   | 0–1 | —   | 1–1 | 1–1 | —   | –   | —   | —   | —   |
| Fortaleza CEIF         | —   | 2–2 | –   | –   | —   | –   | —   | —   | –   | 0–0 | —   | —   | —   | –   | –   | —   | —   | 2–1 | –   | —   |
| Independiente Medellín | —   | 1–1 | –   | –   | –   | —   | —   | —   | —   | —   | 3–4 | –   | —   | –   | –   | —   | 1–0 | —   | –   | —   |
| Junior de Barranquilla | —   | —   | —   | 2–1 | –   | 2–0 | –   | —   | –   | –   | —   | —   | —   | —   | –   | –   | —   | —   | –   | 4–1 |
| La Equidad             | 0–0 | —   | —   | —   | —   | —   | –   | –   | –   | –   | —   | –   | —   | —   | —   | 2–1 | 1–0 | –   | —   | 0–1 |
| Llaneros               | –   | —   | 0–0 | —   | –   | 2–1 | –   | —   | –   | —   | –   | –   | 0–1 | —   | —   | —   | —   | –   | —   | —   |
| Millonarios            | —   | —   | –   | –   | —   | —   | —   | 3–3 | –   | —   | —   | –   | —   | –   | —   | 0–1 | —   | –   | –   | –   |
| Once Caldas            | 1–1 | —   | —   | —   | 1–3 | –   | –   | —   | –   | –   | –   | —   | –   | 2–2 | —   | —   | —   | —   | —   | –   |
| Santa Fe               | 0–0 | –   | 2–1 | —   | —   | —   | —   | –   | —   | —   | 1–0 | —   | —   | —   | –   | –   | –   | –   | —   | –   |
| Unión Magdalena        | –   | –   | —   | —   | –   | —   | –   | —   | 1–1 | —   | –   | –   | 0–2 | –   | —   | 0–0 | —   |     | —   | —   |

## Premiação
| Campeonato Colombiano de Futebol de 2025 Primeira Divisão | Campeonato Colombiano de Futebol de 2025 Primeira Divisão |
| Torneo Apertura                                           | Torneo Finalización                                       |
| --------------------------------------------------------- | --------------------------------------------------------- |
| Santa Fe Campeão (10º título)                             | A definir Campeão (º título)                              |

## Tabela Acumulada da Temporada
| Pos | Equipe                 | Pts | J  | V  | E  | D  | GP | GC | SG  | Classificação                                          |
| --- | ---------------------- | --- | -- | -- | -- | -- | -- | -- | --- | ------------------------------------------------------ |
| 1   | Santa Fe (C, Q)        | 61  | 35 | 17 | 10 | 8  | 46 | 36 | +10 | Fase de Grupos da Copa Libertadores 2026               |
| 2   | Independiente Medellín | 60  | 35 | 16 | 12 | 7  | 39 | 25 | +14 | Classificado para a 2ª fase da Copa Libertadores 2026  |
| 3   | Deportes Tolima        | 57  | 33 | 16 | 9  | 8  | 47 | 32 | +15 | Classificado para a 2ª fase da Copa Libertadores 2026  |
| 4   | Atlético Nacional      | 55  | 33 | 15 | 10 | 8  | 55 | 33 | +22 | Classificado para a 1ª fase da Copa Sul-Americana 2026 |
| 5   | Junior de Barranquilla | 55  | 33 | 15 | 10 | 8  | 44 | 31 | +13 | Classificado para a 1ª fase da Copa Sul-Americana 2026 |
| 6   | América de Cali        | 52  | 31 | 14 | 10 | 7  | 40 | 25 | +15 | Classificado para a 1ª fase da Copa Sul-Americana 2026 |
| 7   | Millonarios            | 48  | 31 | 13 | 9  | 9  | 39 | 30 | +9  |                                                        |
| 8   | Deportivo Pereira      | 39  | 27 | 10 | 9  | 8  | 30 | 28 | +2  |                                                        |
| 9   | Once Caldas            | 39  | 32 | 10 | 9  | 13 | 36 | 39 | −3  |                                                        |
| 10  | Atlético Bucaramanga   | 36  | 25 | 10 | 6  | 9  | 33 | 28 | +5  |                                                        |
| 11  | Alianza                | 35  | 27 | 9  | 8  | 10 | 28 | 31 | −3  |                                                        |
| 12  | Deportivo Pasto        | 34  | 25 | 9  | 7  | 9  | 27 | 28 | −1  |                                                        |
| 13  | Deportivo Cali         | 33  | 27 | 7  | 12 | 8  | 24 | 29 | −5  |                                                        |
| 14  | Llaneros               | 31  | 27 | 9  | 4  | 14 | 27 | 32 | −5  |                                                        |
| 15  | Fortaleza CEIF         | 31  | 27 | 7  | 10 | 10 | 25 | 33 | −8  |                                                        |
| 16  | Águilas Doradas        | 28  | 27 | 5  | 13 | 9  | 25 | 27 | −2  |                                                        |
| 17  | Envigado               | 27  | 27 | 7  | 6  | 14 | 23 | 36 | −13 |                                                        |
| 18  | Boyacá Chicó           | 26  | 27 | 5  | 11 | 11 | 20 | 40 | −20 |                                                        |
| 19  | La Equidad             | 19  | 27 | 4  | 7  | 16 | 18 | 41 | −23 |                                                        |
| 20  | Unión Magdalena        | 16  | 26 | 2  | 10 | 14 | 18 | 40 | −22 |                                                        |

## Rebaixamento
Uma tabela separada é feita para determinar os times que serão rebaixados para a Primera B na próxima temporada. Esta tabela é elaborada pela soma de todas as partidas de primeira fase jogadas na temporada atual e nas duas anteriores, com os pontos ganhos sendo divididos pelo número de partidas jogadas. Os dois piores times ao final da temporada serão rebaixados para a segunda divisão. Em caso de igualdade na média entre duas ou mais times, os pontos obtidos na primeira fase de ambos os torneios da temporada atual serão levados em consideração.
No caso dos dois times promovidos este ano (Unión Magdalena e Llaneros), só são calculados os pontos obtidos na primeira fase dos dois torneios da temporada em curso. No caso do Fortaleza CEIF (promovido em 2024) são calculados os pontos obtidos na primeira fase dos dois torneios da temporada anterior e dos dois torneios da temporada em curso.
| Pos | Team                   | 2023 Pts | 2024 Pts | 2025 Pts | 2025 GP | 2025 GC | 2025 SG | Total Pts | Total Jog | Méd.  | Rebaixamento                     |
| --- | ---------------------- | -------- | -------- | -------- | ------- | ------- | ------- | --------- | --------- | ----- | -------------------------------- |
| 20  | Unión Magdalena        | —        | —        | 16       | 18      | 40      | −22     | 16        | 26        | 0.615 | Rebaixado para a Segunda Divisão |
| 19  | Envigado               | 33       | 29       | 27       | 23      | 36      | −13     | 89        | 105       | 0.848 | Rebaixado para a Segunda Divisão |
| 18  | Boyacá Chicó           | 49       | 33       | 26       | 20      | 40      | −20     | 108       | 105       | 1.029 |                                  |
| 17  | Llaneros               | —        | —        | 31       | 27      | 32      | −5      | 31        | 27        | 1.148 |                                  |
| 16  | Deportivo Cali         | 51       | 38       | 33       | 24      | 29      | −5      | 122       | 105       | 1.162 |                                  |
| 15  | La Equidad             | 52       | 55       | 19       | 18      | 41      | −23     | 126       | 105       | 1.2   |                                  |
| 14  | Alianza                | 58       | 33       | 35       | 28      | 31      | −3      | 126       | 105       | 1.2   |                                  |
| 13  | Fortaleza CEIF         | —        | 51       | 31       | 25      | 33      | –8      | 82        | 65        | 1.262 |                                  |
| 12  | Once Caldas            | 42       | 60       | 36       | 32      | 32      | 0       | 138       | 104       | 1.327 |                                  |
| 11  | Deportivo Pasto        | 54       | 49       | 34       | 27      | 28      | –2      | 137       | 103       | 1.33  |                                  |
| 10  | Deportivo Pereira      | 44       | 61       | 39       | 30      | 28      | +2      | 144       | 105       | 1.371 |                                  |
| 9   | Atlético Bucaramanga   | 46       | 66       | 36       | 33      | 28      | +5      | 148       | 103       | 1.437 |                                  |
| 8   | Águilas Doradas        | 83       | 46       | 28       | 25      | 27      | −2      | 157       | 105       | 1.495 |                                  |
| 7   | Santa Fe               | 50       | 71       | 45       | 36      | 29      | +7      | 166       | 105       | 1.581 |                                  |
| 6   | Independiente Medellín | 68       | 58       | 45       | 29      | 19      | +10     | 171       | 105       | 1.629 |                                  |
| 5   | Atlético Nacional      | 68       | 56       | 47       | 50      | 28      | +22     | 171       | 105       | 1.629 |                                  |
| 4   | Junior de Barranquilla | 58       | 60       | 54       | 42      | 23      | +19     | 172       | 105       | 1.638 |                                  |
| 3   | Millonarios            | 68       | 66       | 39       | 34      | 26      | +8      | 173       | 103       | 1.68  |                                  |
| 2   | América de Cali        | 69       | 62       | 43       | 33      | 18      | +15     | 174       | 103       | 1.689 |                                  |
| 1   | Deportes Tolima        | 61       | 72       | 49       | 38      | 24      | +14     | 182       | 105       | 1.733 |                                  |

Fonte: Dimayor